# Oléoduc Ingolstadt-Kralupy-Litvínov
L'oléoduc Ingolstadt-Kralupy-Litvínov (tchèque : Ropovod Ingolstadt – Kralupy nad Vltavou – Litvínov) également connu sous le nom d'oléoduc IKL ou oléoduc MERO, est un oléoduc en Europe centrale. Il permet le transport du pétrole brut d'Allemagne vers les raffineries tchèques de Kralupy et Litvínov. Le nom de l'oléoduc est trompeur, car le tracé ne débute pas à Ingolstadt et ne s'étend pas jusqu'à Kralupy et Litvínov.

## Histoire
Les négociations pour la construction de l'oléoduc Ingolstadt-Kralupy-Litvínov ont débuté en octobre 1990 et se sont conclues en 1992. À l'origine, la conduite devait aller d'Ingolstadt à Litvínov, mais le tracé a finalement été modifié pour aller de Vohburg à Nelahozeves. Le nom d'origine de l'oléoduc a toutefois été conservé.
La construction a commencé le 1er septembre 1994 et s'est achevée en décembre 1995. Il a été inauguré le 13 mars 1996. Il s’agit du principal oléoduc de Tchéquie permettant des approvisionnements en pétrole autres que ceux d’origine russe. En 2003, l'oléoduc a été modernisé avec une amélioration des systèmes de contrôle à distance et une augmentation de la capacité.

## Tracé
L'oléoduc mesure 347 km. Il part de Vohburg en Allemagne, où il est relié à l'oléoduc transalpin, et se termine au dépôt pétrolier de Nelahozeves, près de Prague, en Tchéquie. La section allemande de l'oléoduc mesure 178 km et la section tchèque 169 km.

## Description technique
L'oléoduc a un diamètre de 714 mm, et la pression du brut varie de 65 bar à Vohburg à 20 bar à Nelahozeves. La conduite a une capacité de transport d'environ dix millions de tonnes par an, capacité utilisée à 30 % en temps normal,. La capacité supplémentaire est réservée à la sécurisation de l'approvisionnement en pétrole en cas de rupture des approvisionnements russes via l'oléoduc Droujba, comme cela s'est produit en juillet 2008. Le centre de contrôle, qui contrôle l'ensemble de l'oléoduc, est situé à Vohburg. Le centre de contrôle de secours est situé à Nelahozeves.
Le stockage à Vohburg se compose de quatre réservoirs d'une capacité totale de 200 000 m3. Le stockage de Nelahozeves, utilisés par les oléoducs IKL et Droujba, comprend seize réservoirs d'une capacité totale de 1 550 000 m3 .

## Société d'exploitation
L'oléoduc est exploité par la société MERO Pipeline GmbH.